# Skrzydło (budownictwo)

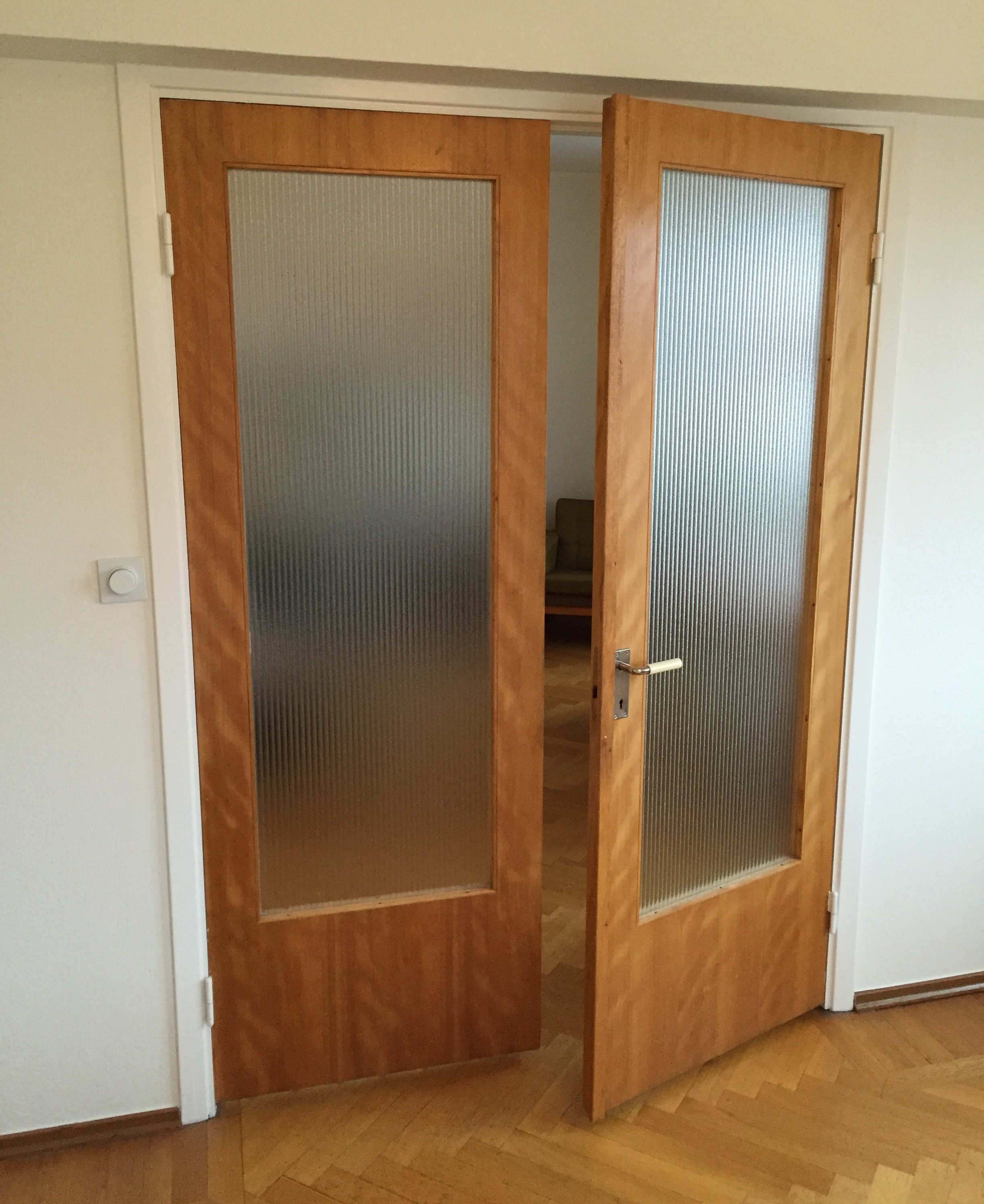
Wewnętrzne drzwi dwuskrzydłowe w Szwecji

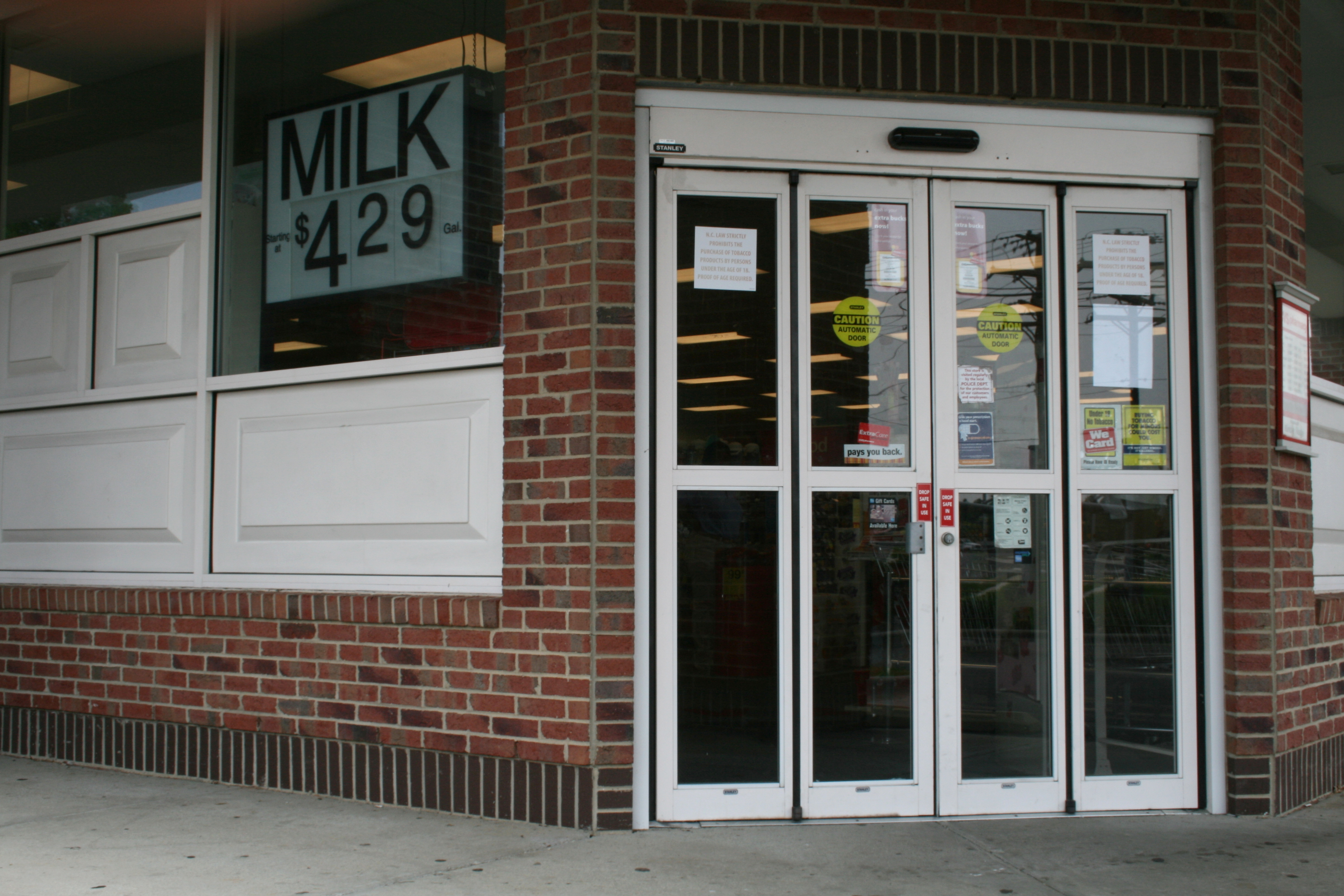
Automatyczne drzwi zewnętrzne w USA

Skrzydło – obrotowa albo przesuwna przegroda osadzona w ościeżnicy otworu drzwiowego, okiennego lub bramowego w celu umożliwienia zamykania lub otwierania tego otworu. Przegroda może być wykonana jako przezroczysta (przeszklona), nieprzezroczysta (pełna) lub jako mieszana (pełna z elementem lub elementami przepuszczającymi światło).
Skrzydło składa się z zespołu dwóch ramiaków poziomych i dwóch pionowych, czasem także z ramiaków środkowych.

## Typy skrzydeł
W zależności od sposobu otwierania:
- rozwierane (obracane względem jednej z krawędzi bocznych)
- obracane (obracane na środku względem osi pionowej)
- uchylne (obracane względem krawędzi poziomej)
- przechylne (obracane na środku względem osi poziomej)
- przesuwne
  - poziome (przesuwne w bok)
  - pionowe (przesuwne w górę)
- wyjmowane (bez obrotu lub przesunięcia)

W zależności od położenia zawiasów:
- prawe
- lewe